# Okres Kao-siung
Okres Kao-siung (čínsky 高雄縣, tongyong pinyin Gaosyóng siàn, tchajwansky Ko-hiông-koān) je bývalý okres na Tchaj-wanu. Jeho sousedy byly okres Tchaj-nan, okres Ťia-i, okres Nan-tchou, okres Chua-lien, okres Tchaj-tung, okres Pching-tung a město Kao-siung. Dne 25. prosince 2010 došlo ke sloučení okresu s městem Kao-siung do nově vzniklé správní jednotky speciální obec Kao-siung.